# 46 (število)
46 (šéstinštírideset) je naravno število, za katero velja 46 = 45 + 1 = 47 - 1.

## V matematiki
- sestavljeno število.
- polpraštevilo.
- pri delitvi kroga s samo devetimi daljicami je največje število likov, ki jih lahko dobimo, enako 46.

## V znanosti
- vrstno število 46 ima paladij (Pd).
- človek ima 46 kromosomov.

## Drugo

### Leta
- 446 pr. n. št., 346 pr. n. št., 246 pr. n. št., 146 pr. n. št., 46 pr. n. št.
- 46, 146, 246, 346, 446, 546, 646, 746, 846, 946, 1046, 1146, 1246, 1346, 1446, 1546, 1646, 1746, 1846, 1946, 2046, 2146